# Kevin Bowring
Pour les articles homonymes, voir Bowring.
Pas d'image ? Cliquez ici

a Compétitions nationales et continentales officielles uniquement.

Kevin Bowring, né le 9 mai 1954 à Neath (pays de Galles) et mort le 10 octobre 2024, est un joueur et entraîneur gallois de rugby à XV qui joue avec le London Welsh RFC durant sa carrière.
Après sa carrière de joueur, il devient entraîneur avec les équipes de jeunes de l'équipe du pays de Galles, puis les A avant de diriger de 1995 à 1998 l'équipe première du pays de Galles.

## Biographie
Kevin Bowring est né à Neath au pays de Galles. 
Kevin Bowring joue avec les London Welsh RFC au poste de troisième ligne aile, il a même l'honneur d'être retenu par les Barbarians britanniques. Il occupe les fonctions de capitaine des London Welsh pendant trois saisons. Après avoir mis fin à sa carrière de joueur, il débute comme entraîneur.    
Kevin Bowring a été professeur de sports puis directeur du service des Sports au Clifton College de Bristol pendant dix-sept années (1978-1995). Il a combiné sa carrière d'enseignant avec sa carrière de joueur de rugby à XV (amateur) puis avec sa carrière d'entraîneur.
La fédération galloise de rugby à XV le charge de l'entrainement des moins de 20 ans du pays de Galles en 1989. Il progresse en prenant en charge les moins de 21 ans et le Pays de Galles A. 
Kevin Bowring est le sélectionneur national de l'équipe du pays de Galles après la Coupe du monde de rugby à XV 1995 jusqu'en 1998. Il est le premier entraîneur à plein temps, il arrête sa collaboration avec le Clifton College. Avec le pays de Galles, il présente un bilan de 15 victoires pour 14 défaites,. En 1998, le pays de Galles remporte deux victoires dans le tournoi. Mais il connaît deux lourdes défaites : 60-26 contre l'Angleterre, 7 essais et 51-0 contre la France à domicile à Wembley, qui entraînent le départ de Kevin Bowring.  
En 1999, il entraîne le club de Newbury RFC, il enseigne également à l'Université de Cardiff et écrit des articles pour le Western Mail.  
Il travaille ensuite avec la fédération anglaise de rugby à XV, la Rugby Football Union (RFU). Il exerce des missions avec les fédérations ou les universités pour développer la compétence des entraînements.
Kevin Bowring est en janvier 2015 à la tête de la RFU pour le développement des entraîneurs de l'élite.
Kevin Bowring exerce des fonctions à la direction du Conseil des Sports du Royaume-Uni.
Il meurt en octobre 2024 à l'âge de 70 ans.